# Rhamnus glandulosa
Se procura a planta homónima endémica nos Açores, veja Frangula azorica.
Rhamnus glandulosa (Aiton), conhecida pelo nome comum de sanguinho, é uma planta do género botânico da família Rhamnaceae, espécies endémica na ilha da Madeira e nas Canárias.
Apresenta-se como uma árvore de folhagem persistente que chega a atingir os 10 metros de altura, sendo o tronco denso e acinzentado e as folhas serradas e coreáceas, com glândulas pequenas salientes nas axilas das nervuras da base.
As flores do sanguinho são amarelo-esverdeadas, dispostas em cachos, sendo os frutos drupas globosos, negro-purpúreos quando maduros.
Trata-se de uma espécie endémica da ilha da Madeira e das ilhas Canárias, característica da floresta da laurissilva ripária do sabugueiro.
Esta planta apresenta floração entre Março e Julho.
Ao longo dos tempos a sua madeira foi utilizada em embutidos.